# Promesse unilatérale de vente
La promesse unilatérale de vente (PUV) est un avant-contrat par lequel une personne s’engage à vendre un bien à des conditions particulières sans que l’autre partie au contrat soit engagée à acheter.
S'il existe théoriquement des promesses unilatérales d’achat, celles-ci sont plus rares dans la pratique.
La promesse unilatérale de vente concerne, en général, dans la pratique, la vente d'un bien immobilier ou d'un fonds de commerce.

## Promesse unilatérale de vente en droit français
Le promettant confère au bénéficiaire une option d’achat, option indiquant qu’il n’y a pas de caractère obligatoire pour le bénéficiaire. 

### Indemnisation de la promesse unilatérale de vente
Dans la plupart des cas il est prévu une indemnité d’immobilisation, une somme que le bénéficiaire s’engage à verser au promettant, versée dès la signature de la promesse unilatérale de vente. Elle a pour but d’éviter que le promettant se soit bloqué dans sa faculté de vendre à tout public au profit d’une personne qui s’est engagée à la légère et ne préviendra même pas le promettant qu’elle n’est plus intéressée par ce bien. 
Cette indemnité d’immobilisation peut être considérée comme le prix de l’exclusivité qu’a le bénéficiaire. 
La question de la qualification s’est posée en jurisprudence, car si l’indemnité est très importante, la promesse unilatérale de vente peut être requalifiée en une promesse synallagmatique de vente. 

### Cession de la promesse unilatérale de vente
Dans la pratique, les PUV peuvent être cédées : les bénéficiaires de promesses de vente peuvent les céder à des tiers. Cette possibilité de cession n'est offerte qu'aux particuliers. C'est interdit aux professionnels de l’immobilier : ils ne peuvent pas profiter de leur profession pour monnayer des promesses de vente.

### Sanction de la promesse unilatérale de vente
La sanction de l’inexécution des promesses unilatérales de vente est un sujet polémique au sein de la doctrine juridique. En effet, on estimait classiquement que l’inexécution de la PUV était sanctionnée par l’exécution forcée du contrat. Mais la jurisprudence a choisi une autre solution.
L’état de la jurisprudence sur cette question, c’est la 3e chambre civile de la Cour de cassation qui l'a fixé par un arrêt du 15 décembre 1993.  Il a été rendu pour trancher la sanction de l’inexécution des PUV. Deux possibilités : condamner à une exécution forcée ou au versement des dommages et intérêts. La Cour de cassation répond en jugeant que la sanction de l’inexécution est le versement des dommages et intérêts. 
Cette décision a été critiquée de façon quasiment unanime par la doctrine et n'a été défendue que par une faible minorité de la doctrine dont notamment Muriel Fabre-Magnan et M. Mainguy. Pour elle, la PUV est une obligation de faire et non de donner, et doit donc être sanctionnée par des dommages et intérêts. C'est la solution qu'a retenue la Cour de cassation. Mais pour une grande partie de la doctrine, cet arrêt met en danger la force obligatoire du contrat de PUV, et lui fait de ce fait perdre son utilité. 
Malgré tout, la Cour de cassation n’a pas changé sa position, et l’a confirmée par un arrêt de la 3e chambre civile de la Cour de cassation du 11 mai 2011. 
Cette majorité de la doctrine juridique garde espoir pour l’avenir : le 27 décembre 2013 a été révélé que le droit des obligations allait être réformé, et la volonté du législateur semble aller contre la solution jurisprudentielle actuelle.  
C'est ainsi que l'ordonnance n° 2016-131 du 10 février 2016 portant réforme du droit des contrats, du régime général et de la preuve des obligations (entrée en vigueur le 1er octobre 2016) a contrecarré cette jurisprudence très décriée, en sanctionnant la violation de la promesse par une des parties par une exécution forcée (article 1124).   
L'article 1124 alinéa 2 dispose ainsi : « La révocation de la promesse pendant le temps laissé au bénéficiaire pour opter n'empêche pas la formation du contrat promis ». 

## Promesse unilatérale de vente en droit québécois
En droit québécois, la disposition pertinente en matière de promesse unilatérale de vente est l'article 1396 du Code civil du Québec : 

« 1396. L’offre de contracter, faite à une personne déterminée, constitue une promesse de conclure le contrat envisagé, dès lors que le destinataire manifeste clairement à l’offrant son intention de prendre l’offre en considération et d’y répondre dans un délai raisonnable ou dans celui dont elle est assortie.
La promesse, à elle seule, n’équivaut pas au contrat envisagé; cependant, lorsque le bénéficiaire de la promesse l’accepte ou lève l’option à lui consentie, il s’oblige alors, de même que le promettant, à conclure le contrat, à moins qu’il ne décide de le conclure immédiatement. »

L'art. 1397 (1) C.c.Q. sanctionne le contrat conclu en violation d'une promesse de contracter par l'octroi de dommages-intérêts : 

« Le contrat conclu en violation d’une promesse de contracter est opposable au bénéficiaire de celle-ci, sans préjudice, toutefois, de ses recours en dommages-intérêts contre le promettant et la personne qui, de mauvaise foi, a conclu le contrat avec ce dernier. »

L'art 1712 C.c.Q. permet de forcer la conclusion du contrat lorsque le promettant manifeste son intention de ne pas conclure le contrat :  

« Le défaut par le promettant vendeur ou le promettant acheteur de passer titre confère au bénéficiaire de la promesse le droit d’obtenir un jugement qui en tienne lieu. »